# Krapfia haemantha
Krapfia haemantha là một loài thực vật có hoa trong họ Mao lương. Loài này được (Ulbr.) Tamura mô tả khoa học đầu tiên năm 1993.